# 16S riboszomális RNS
A 16 S rRNS a prokarióta riboszóma kisebb alegységének RNS-komponense, amelyet az általános laboratóriumi gyakorlatban mikroorganizmusok (főleg baktériumok) azonosítására és rendszertani klasszifikációjára  használnak. 

## A 16S rRNS sajátságai
A riboszomális RNS a leginkább konzervatív (legkevésbé variabilis) RNS típus a sejtekben. Egymáshoz képest távoli genetikai rokonságban lévő élőlények adott rRNS szekvenciái rendkívül hasonlóak. Ez úgyszólván azt jelenti, hogy más-más élőlényektől származó RNS szekvenciák igen egyöntetűek, melynek segítségével a jellegzetes különbözőségek precízen kivehetőek. Ebből kifolyólag a taxonómia már korábban kihasználta a jelenség nyújtotta lehetőséget, hogy evolúciós folyamatokat, filogenetikai trendeket állapítson meg ennek révén – főleg baktériumok esetében. Egyik jeles példája ennek Carl Woese úttörő munkássága az evolúcióbiológia területén, aki a ma már általánosan elfogadott – Archaea, Bacteria, Eucarya – rendszertani kategória megalkotását pontosan a 16S rRNS szekvenciák közti eltérések és hasonlóságok feltárására alapozta. A specifikusságot jelentő szekvenciarészek tehát identifikációt biztosítanak az adott nukleinsav számára, abból fehérjék ilyen módon nem transzlálódnak. 
Ahhoz, hogy az élőlények sokfélesége közti összetartó irányokat azonosítani lehessen, szükséges azon gének működésének feltárása, amelyek az evolúciós divergens fejlődés ellenére is egyöntetűek maradtak. Ezekre jó példa a riboszomális RNS-ek. Baktériumokban, továbbá az Archaea csoportban a mitokondriumok, a kloroplasztiszok valamint a kis riboszomális domének tartalmaznak 16S rRNS szekvenciát (itt az S az ülepedési sebességet mutató svedberg egységet jelenti). Az rRNS nagy alegysége két RNS típust foglal magában, az 5S és a 23S rRNS-eket. A legtöbb prokariotában három ilyen variáns található, az 5S, a 16S és a 23S rRNS. Ezek az egységek a baktériumokban közös szabályozás alatt álló egységekbe, operonban íródnak át. Ezen operonnak – például az E. coli esetében – 7 kópiája is lehet szétszórva a genomban. Az Archaae csoportban vagy egy egyes rDNS operon található, vagy többszörös másolatok léteznek.
A 16S rDNS szekvencia számos hipervariábilis régióval rendelkezik, melyek az evolúció során genetikai értelemben egymástól eltávolodtak. Ezen régiók gyakran erősen konzerválódott szakaszokkal vannak övezve. A 16S rDNS gén szekvenciája igen nagyszámú élőlény csoport esetében erősen determinált. Az ismert interferáló rRNS szekvencia összehasonlítása során következésképp az evolúciós elágazódásokat beható módon azonosítani lehet, épp úgy, mint a szekvencia változásokat.
| Azonosítási arány           | Amplifikált régió | Bázispárok száma | e-érték | Lefedettség | További identifikáció                                                          |
| --------------------------- | ----------------- | ---------------- | ------- | ----------- | ------------------------------------------------------------------------------ |
| Streptocoocus sp. 99%       | U3                | 708 bp           | 0,0     | 100%        | 99% St. dysgalactiae, St. agalactiae                                           |
| Streptocoocus sp. 99%       | SU1 U3            | 1102 bp          | 0,0     | 100%        | 99% St. oralis / mitis                                                         |
| St. sanguinis 99%           | SU1 U3            | 1127 bp          | 0,0     | 100%        | ugyanaz                                                                        |
| Finegoldia magna 100%       | SU1 U3            | 728 bp           | 0,0     | 100%        | ugyanaz                                                                        |
| Acinetobacter junii 100%    | U3                | 827 bp           | 0,0     | 100%        | ugyanaz                                                                        |
| Staphylococcus capitis 100% | SU1 U3            | 1329 bp          | 0,0     | 100%        | 99% Staphylococcus capitis ; 99% Staphylococcus capitis/ Staphylococcus caprae |

## Klinikai alkalmazás
Széleskörű felhasználást és diagnosztikai lehetőséget nyújthat a 16S rRNA PCR (polimeráz-láncreakció) segítségével történő, baktériumtörzsek azonosítására szolgáló eljárásmódja. A tradicionális módszer a Gram-festéses eljárás még az egzakt kezelési módszerek ellenére sem hoz minden esetben optimális eredményt. Ez egyes esetekben széleskörű antibiotikumos kezelést vonhat maga után, amely gyakran mellékhatások és szövődmények kialakulásához vezethet.  Bár a PCR és hasonló technikák költségesek lehetnek, mégis a 16S rRNS PCR kezd széles körben elterjedni a mikrobiológiai laboratóriumi gyakorlatban, éppen a terápiás alkalmazási lehetőségek eredményes véghezvitele céljából. A 16S rRNS gén polimeráz gyakorlatilag minden baktériumfajban megtalálható konzervatív és variábilis régió formájában. Megfelelő primerek használatával a 16S rRNS génjében található konzervatív szekvenciák felismerhetők, és a variábilis régiók amplifkációjával jellegzetes génprofilok azonosíthatók. A megelőző tanulmányok alapján feltételezhető, hogy a nemzetségek szerinti meghatározási pontosság akár 90% is lehet, az egyes fajok identifikációjának számszerű határa mintegy 65-91%. 
| Diagnózis                   | Eredeti antibiotikumos kezelés         | Normál kultúra         | 16S rRNS PCR           | Változtatás az antibiotikum terápiában         |
| --------------------------- | -------------------------------------- | ---------------------- | ---------------------- | ---------------------------------------------- |
| Endocarditis                | Vancomycin, flucloxacillin, gentamicin | Staphylococcus capitis | Staphylococcus capitis | Vancomycin, gentamicin (-), flucloxacillin (+) |
| Pleuralis empyema           | Meropenem, TMP–SMX                     | Actinomyces israelii   | Fusobacterium spp.     | TMP–SMX (-), változtatás piperacillin–re       |
| Abscessus retropharyngealis | Vancomycin, piperacillin               | nincs növekedés        | Haemophilus spp.       | Változtatás amoxicillin–re (szájon át)         |

| Diagnózis            | Eredeti antibiotikumos kezelés               | Normál kultúra  | Vizsgált szövet     | 16S rRNS PCR | Változtatás az antibiotikum terápiában |
| -------------------- | -------------------------------------------- | --------------- | ------------------- | ------------ | -------------------------------------- |
| Osteomyelitis        | Flucloxacillin                               | nincs növekedés | Gerincvelő biopszia | negatív      | antibiotikum elhagyása                 |
| Fertőző endocarditis | Vancomycin, flucloxacillin, benzylpenicillin | nincs növekedés | szívbillentyű       | negatív      | antibiotikum elhagyása                 |
| Pleuralis empyema    | Vancomycin                                   | negatív         | pleura secretum     | negatív      | antibiotikum elhagyása 2 héten belül   |